# María Emilia Somoza
María Emilia Somoza (Río Piedras, 2 de juliol de 1936 - Sant Juan, 29 de novembre de 2016) va ser una artista gravadora porto-riquenya i gestora cultural, membre fundadora de l'Associació de Dones Artistes de Puerto Rico i del Museu d'Art Contemporani de Puerto Rico, on va ser la seva Directora des de 1985 fins a la seva jubilació en 2008. Va crear el Primer Taller Panamericà d'Arts Gràfiques a Puerto Rico, per a estudiants de l'hemisferi durant la celebració dels Jocs Panamericans de 1979.